# Przyłuki (województwo lubelskie)
Przyłuki – wieś w Polsce położona w województwie lubelskim, w powiecie bialskim, w gminie Międzyrzec Podlaski.
W latach 1975–1998 miejscowość administracyjnie należała do województwa bialskopodlaskiego.
Wieś wchodzi w skład sołectwa Manie-Przyłuki w gminie Międzyrzec Podlaski.
Jest siedzibą leśnictwa Przyłuki w Nadleśnictwie Międzyrzec Podlaski.
Wierni Kościoła rzymskokatolickiego należą do parafii Matki Bożej Nieustającej Pomocy w Maniach.